# Бекер, Сага
Сага Бекер (швед. Saga Becker; род. 1988) — шведская актриса. Она известна своей работой в фильме «Что-то должно сломаться» (швед. Nånting måste gå sönder), за которую была номинирована на премию «Восходящая звезда» (англ. Rising Star Award) на международном кинофестивале в Стокгольме в 2014 году и выиграла «Золотой жук» за лучшую женскую роль в 2014 году.

## Биография
Бекер выросла в Эрингсбоде, муниципалитет Роннебю, Швеция. Сага является старшим ребёнком своих родителей: у неё также два младших брата.
В детстве она знала, что непохожа на других, и пыталась создать мир мечты, где она видела себя девушкой, влюбленной в мужчину. В школе над ней издевались, она нередко получала угрозы расправы, в результате чего стала пить алкоголь и голодать. После борьбы с депрессией и операции по смене пола она теперь открыто выражает своё мнение на животрепещущие темы и работает над созданием лучшей среды для трансгендерного сообщества.
В настоящее время живёт в Стокгольме.

## Карьера
Бекер дебютировала в художественном фильме режиссёра Эстера Мартина Бергсмарка «Что-то должно сломаться» (швед. Nånting måste gå sönder, 2014). Фильм основан на романе Эли Левена (Du är rötterna som sover vid mina fötter och håller jorden på plats), который повествует о любви между двумя молодыми людьми, один из которых — андрогинный Себастьян, эксцентричный персонаж, мечтатель, а другой, Андреас, всячески не хочет признавать свою гомосексуальную ориентацию, но всё же не может устоять перед обаянием Себастьяна.
Сага Бекер вызвала сенсацию на вручении национальной кинонаграды Швеции «Золотой жук» в 2014 году, став первой в истории премии трансгендерной женщиной, которая была номинирована и получила главный приз в категории «Лучшая женская роль». Роль Себастьяна принесла Бекер уверенную победу: она обошла Лизу Лувен Кунгсли в роли Эббы в «Туристе» (Turist), а также Веру Витали, сыгравшую Малин в «Моём так называемом отце» (Min så kallade pappa).
Сара Бекер была также номинирована на премию «Восходящая звезда» (англ. Rising Star Award) на международном кинофестивале в Стокгольме в 2014 году.
В 2016 году Бекер приняла участие в шведском телевизионном проекте «Девушки, какие мы есть» (швед. Tjejer som oss), в котором пять трансгендерных человек рассказывают о своей жизни.

## Участие в социальных проектах
Будучи успешной и востребованной актрисой, Сага Бекер также активно интересуется важными социальными программами. Она регулярно принимает участие в кампаниях, где призывает шведскую киноиндустрию больше задействовать в съёмках трансгендерных актёров и актрис.
Помимо этого, Сага Бекер является официальным послом Suicide Zero, шведской некоммерческой организации, основанной в апреле 2013 года, главной целью которой является предотвращение самоубийств. В Suicide Zero Бекер уделяет особое внимание трансгендерным и гомосексуальным людям, находящимся в группе риска.

## Цитаты
«Это удивительно и очень приятно! Прошло некоторое время, прежде чем я всё это осознала. Являясь трансгендерной личностью, могу сказать, что для меня это как искра чего-то нового, что открывается миру и людям в международном сообществе. И это самое главное», — Сага Бекер по поводу своей победы на вручении национальной шведской кинонаграды «Золотой жук».
«Иногда у жизни есть края, острые зазубренные края, которые могут резаться…и бывало, мне приходилось порезаться, потому что трудно жить в мире, если его не существует. Отказаться от себя, чтобы вписаться в этот мир, — это стресс как для тела, так и для психики. Неспособность быть собой могло бы означать конец. Я больше не могу врать. Это и есть моя правда», — Бекер в эфире программы Sommar i P1 на шведском радио 3 июля 2015 года, где она рассказала о своей карьере и описала свой жизненный опыт как трансгендерной личности.